# Amandine Giardino
Amandine Giardino, född 30 mars, 1995 i La Seyne-sur-Mer, Frankrike är en volleybollspelare (libero).
Giardino började spela volleyboll som åttaåring med den lokala klubben ES Toulon-Six-Fours. Hon spelade där som junior samt, som 15-åring, ett år som senior, för att sedan spela som junior med franska volleybollförbundets utvecklingslag 2012-2013. Därefter började hon spela som senior med AS Saint-Raphaël Var Volley-Ball, ett lag som då spelade i franska andraligan. Där spelade hon som libero, från att tidigare ha varit spiker. Den första säsongen i laget var framgångsrik då klubben gick upp i Ligue A.
Giardino fortsatte vidare till Entente Sportive Le Cannet-Rocheville, men återvände efter en säsong. Saint-Raphaël hade klarat sig kvar i högsta serien genom att andra lag inte valt att gå upp och den första säsongen efter Giardinos återkomst hade de vissa svårigheter, men hamnade på sjunde plats. Året efter blev laget mycket oväntat franska mästare, efter att i final ha besegrat RC Cannes med 3-2 i set. Det var första gången sedan säsongen 1996/1997 som RC Cannes inte blev franska mästare. Giardino fortsatte att spela med Saint-Raphaël tills 2018 då hon återvände till Le Cannet, nu omdöpt till Volero Le Cannet efter en sammanslagning med Voléro Zürich. Hon spelade med Pays d'Aix Venelles Volley-Ball 2021-2023.. Sedan 2023 spelar hon för Neptunes de Nantes.
Giardino debuterade i landslaget 2016 och deltog med landslaget vid EM 2019, EM 2021 och EM 2023.